# Llotja de Sant Jordi
La Llotja de Sant Jordi és una sala de mostres i d'exposicions d'Alcoi, situada sota el sòl de la plaça d'Espanya. És obra de l'arquitecte Santiago Calatrava, realitzada durant els anys 1992-1995. La seua estructura interior recorda la caixa toràcica d'una balena.